# Càrrega (transport)
La càrrega és el conjunt de mercaderies que es transporten per qualsevol vehicle o eina de transport.
Els factors clau que influeixen en el preu del transport de càrrega són múltiples: entre d'altres hi ha el pes, el volum, la distància, la velocitat, la natura (càrrega en orri o càrrega unitària; deperible; explosiu; radioactiu…), les precaucions particulars (temperatura) o la perillositat.
La càrrega en transport marítim es pot classificar de moltes maneres; tenint en compte l'embalatge i la manipulació es distingeixen la mercaderia a granel: els granels poden ser sòlids, entre els quals es distingeixen granels majors (cereals, mineral de ferro, fòsfor…) i granels menors (sucre, fertilitzants, productes forestals, minerals no fèrrics, sulfurs…); líquids (petroli cru i els seus derivats, productes químics, olis, begudes alcohòliques…); i, finalment, gasosos (gas de petroli i gas natural). Es dipositen a les bodegues o tancs dels vaixells, que solen estar compartimentats per mampares.
De l'altre costat hi ha la càrrega general: és tota la mercaderia no inclosa en el concepte de granel, des de primeres matèries fins a productes de consum (béns d'equip, productes manufacturats, productes alimentaris, càrregues refrigerades…). Pot ser: càrrega general paletitzada (els palets se situen a les bodegues dels vaixells de càrrega general); càrrega general en contenidors (els contenidors es carreguen sobre la coberta o a la bodega del vaixell); i, finalment, càrrega general rodada (vehicles sobre rodes que accedeixen a les bodegues dels vaixells de càrrega horitzontal (ro-ro) adaptats per a aquest tipus de càrrega)
Al transport aeri és important que es busqui un equilibri entre la càrrega de pagament i l'abast de l'avió. En aquest context del transport aeri, les persones que no són part de la tripulació es consideren càrrega de pagament. Com més càrrega de pagament s'introdueixi en un avió menys combustible es podrà portar i, a més, l'avió pesarà més i, per tant, es podrà recórrer molta menys distància. Depenent del tipus de càrrega de pagament, els avions solen classificar-se en avions comercials i avions de càrrega.

## Descripció

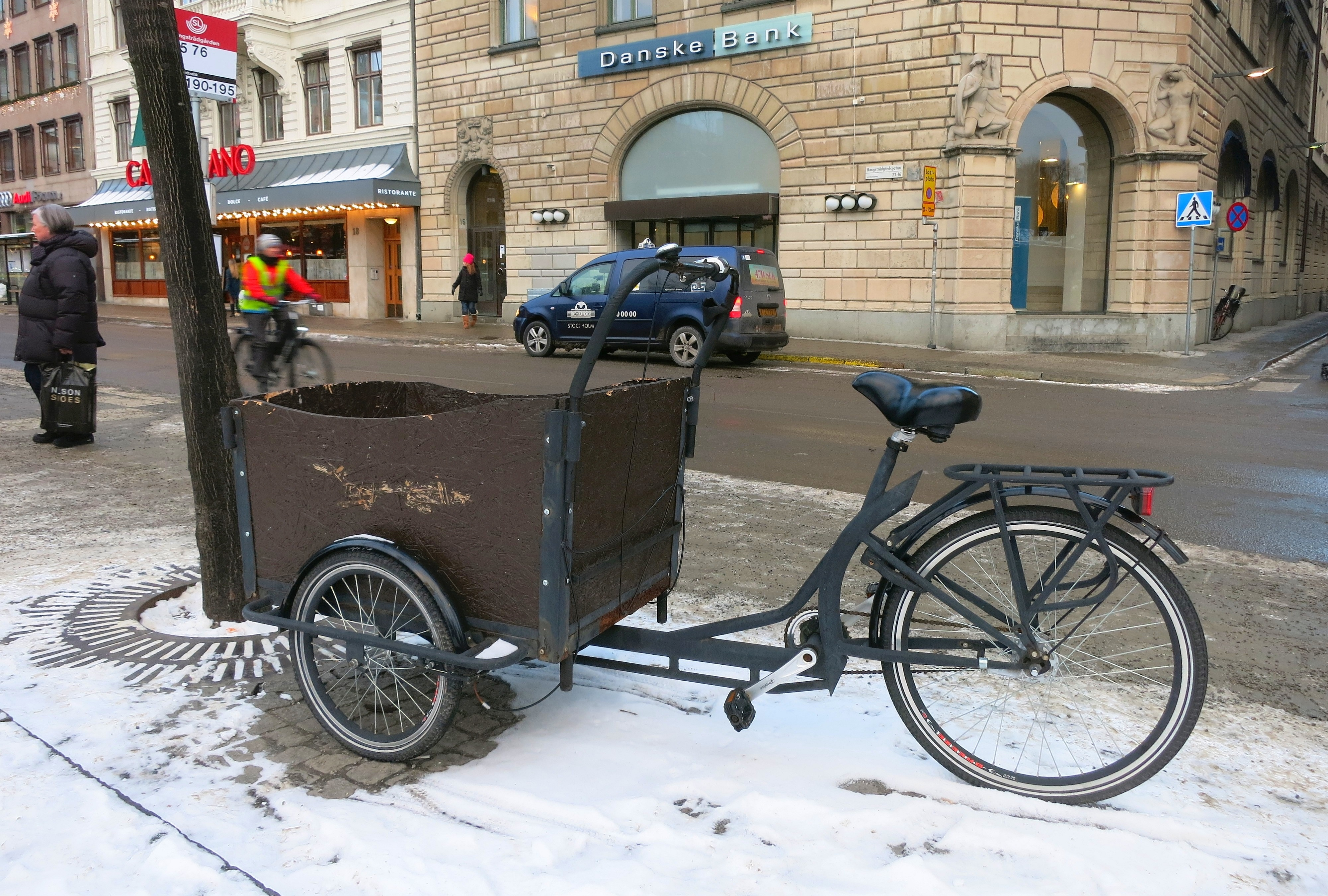
Transport de càrrega molt petit, un tricicle de càrrega.

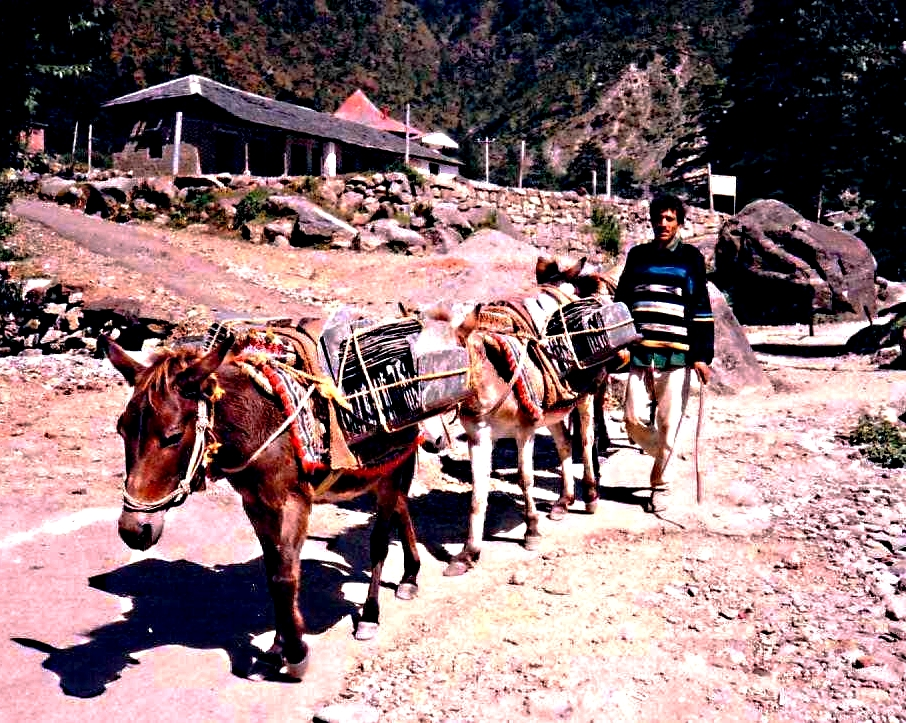
Mules utilitzades per al transport de mercaderies, carregant teules de pissarra a l'Índia en 1993.

La càrrega pot viatjar a través de diferents maneres:

### Marina

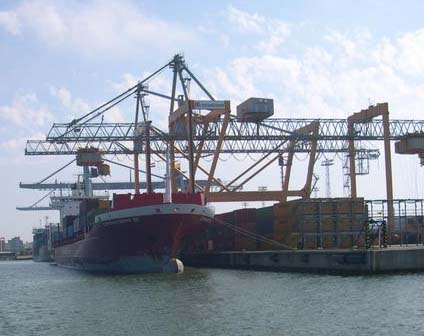
Vaixell de càrrega al Port de Hèlsinki a Finlàndia.

Les terminals de port marítim manegen una àmplia gamma de càrregues marítimes.
1. Càrrega general són mercaderies que es manipulen i estiguen per parts en cert grau, a diferència de la càrrega a granel o als moderns contenidors d'embarcament. Normalment s'agrupen en lots per al seu hissat, ja sigui amb xarxes de càrrega, eslingues, caixes, o apilades en safates, paletes o patins; en el millor dels casos (i avui dia majoritàriament) s'hissen directament dins i fora dels cellers d'un vaixell, però d'altra banda dins i fora de la coberta, mitjançant grues presents al moll o al propi vaixell. Si s'hissen a coberta en lloc de al celler, les càrregues unitàries elevables o rodants, com sacs, barrils/tines, caixes, cartrons i calaixos, han de ser manipulades i estibades de forma competent pels estibadors. L'assegurament de la càrrega fraccionada i de la càrrega general a l'interior d'un vaixell inclou l'ús d'estiba. Quan no es disposava d'equips d'elevació, els granels fraccionats es transportaven anteriorment per l'home dins i fora del vaixell, sobre un taulell o passant per una cadena humana. Des de la dècada de 1960, el volum de càrrega a granel ha disminuït enormement a tot el món en favor de l'adopció massiva de contenidors.
2. Càrrega a granel, com la sal, l'oli, el sèu, però també la xatarra, sol definir-se com a mercaderies que no estan ni en palés ni en contenidors. Les càrregues a granel no es manipulen com a peces individuals, igual que les càrregues pesades i de projecte. L'alúmina, el gra, el guix, els troncs i les estelles de fusta, per exemple, són càrregues a granel. La càrrega a granel es classifica com a líquida o seca.
3. Càrrega en contenidors: Els contenidors són la categoria de càrrega més gran i de més ràpid creixement a la majoria dels ports del món. La càrrega en contenidors inclou tot el que es pot moure pràcticament dins dels confins dels contenidors intermodals de mida ISO; des de peces d'automòbils, maquinària i components de fabricació fins a sabates i joguines, passant per carn i marisc congelats. Les càrregues de contenidors es compten normalment en unitats equivalents a vint peus (TEU). Una caixa de 20-peu de llarg (6.1 m), de 8-peu d'amplada (2.4 m), i de 8 1⁄2 ft (2.6 m) o de 9 1⁄2-peu d'alt (2.9 m) conta com 1 TEU. La longitud de caixa més utilitzada 40 ft (12 m) compta com dos TEU.
4. Càrrega neo-granel comprèn unitats individuals que es comptabilitzen a mesura que es carreguen i descarreguen, en contrast amb la càrrega a granel que no es comptabilitza, però que no està en contenidors.[3]
5. Càrrega de projecte i la càrrega heavy lift inclouen articles com equips de fabricació, condicionadors d'aire, components de fàbrica, generadors, turbines eòliques, equips militars i gairebé qualsevol altra càrrega de grans dimensions o sobrepès que sigui massa gran o pesada per cabre en un contenidor.
6. Càrrega rodada: Automòbils es manipulen en molts ports i solen transportar-se en vaixells especialitzats roll-on/roll-off.

### Aire

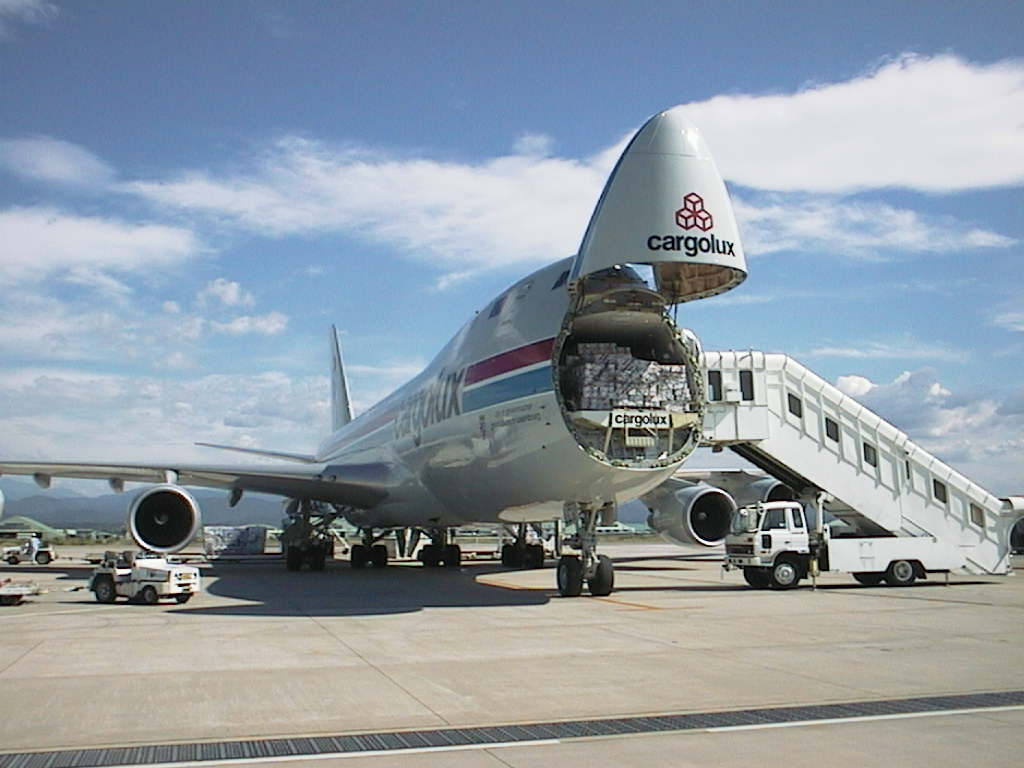
Cargolux Boeing 747-400F amb la porta de càrrega del morro oberta.

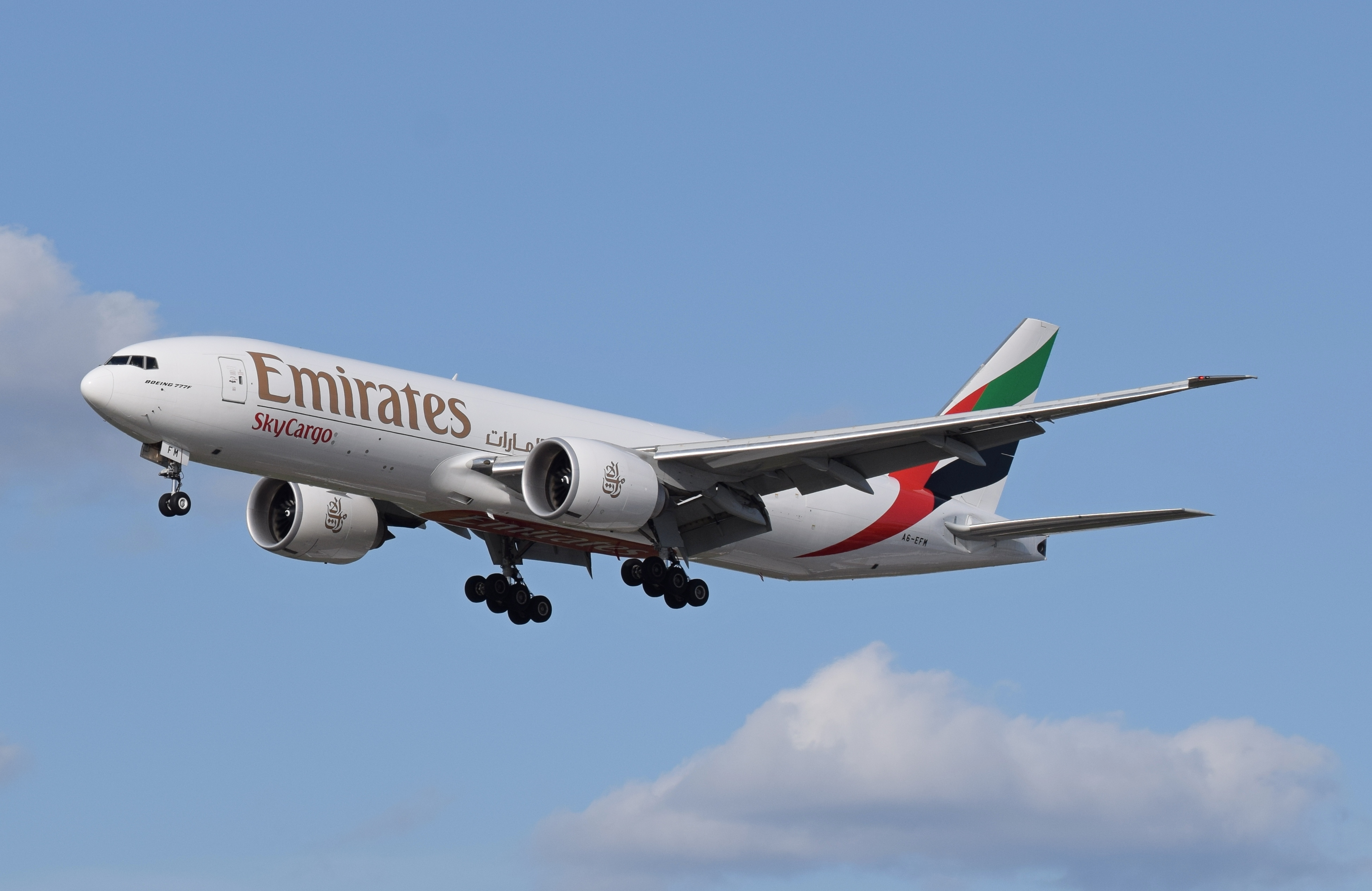
Boeing 777 de càrrega d'Emirates arriba a l'aeroport de Londres Heathrow. (2015).

La càrrega aèria, comunament coneguda com noli aeri, és recollida per les empreses dels carregadors i lliurada als clients. Els avions es van utilitzar per primera vegada per transportar correu com a càrrega en 1911. Amb el temps, els fabricants van començar a dissenyar avions per a altres tipus de càrrega.
Hi ha molts avions comercials adequats per transportar càrrega, com el Boeing 747 i el major An-124, que va ser construït a propòsit per a la seva fàcil conversió en un avió de càrrega. Aquestes grans aeronaus empren contenidors estandarditzats de càrrega ràpida coneguts com a dispositiu de càrrega unitària (ULD), comparables als contenidors ISO dels vaixells de càrrega. Els ULD es poden estibar a les cobertes inferiors (del davant i del darrere) d'un nombre d'avions de fuselatge ample, ia la coberta principal d'alguns cossos estrets. Alguns avions dedicats a la càrrega tenen una gran obertura frontal per a la càrrega.
La majoria de les nacions posseeixen i utilitzen un gran nombre d'avions militars de càrrega com el C-17 Globemaster III per a les necessitats logístiques.
Els populars avions comercials transformats en avions de càrrega com el Saab 340A estan dissenyats per obtenir alts ingressos i rendibilitat en operacions de curt/mitjà recorregut.
Càrrega preciosa: La càrrega preciosa fa referència a l'enviament d'objectes de valor com gemmes i joies de forma segura. En els temps actuals hi ha moltes empreses especialitzades en aquest tipus d'enviaments.

#### Càrrega aèria
Els enviaments de càrrega aèria són molt similars als enviaments LTL en termes de mida i requisits d'embalatge. Tot i això, els enviaments de càrrega aèria solen haver de moure's a velocitats molt més ràpides que 800 km o 497 mi per hora. Els enviaments aeris es poden reservar directament amb els transportistes, a través de corredors o amb serveis de mercat en línia. Tot i que els enviaments es mouen més ràpid que els LTL estàndard, els enviaments aeris no sempre es mouen realment per aire. Als EUA, hi ha certes restriccions per als enviaments que es mouen per via aèria en avions de passatgers. Els carregadors als EUA han de ser aprovats i ser "coneguts" al Sistema de Gestió d'Embarcadors Coneguts abans que els seus enviaments puguin ser licitats en avions de passatgers.

### Ferrocarril

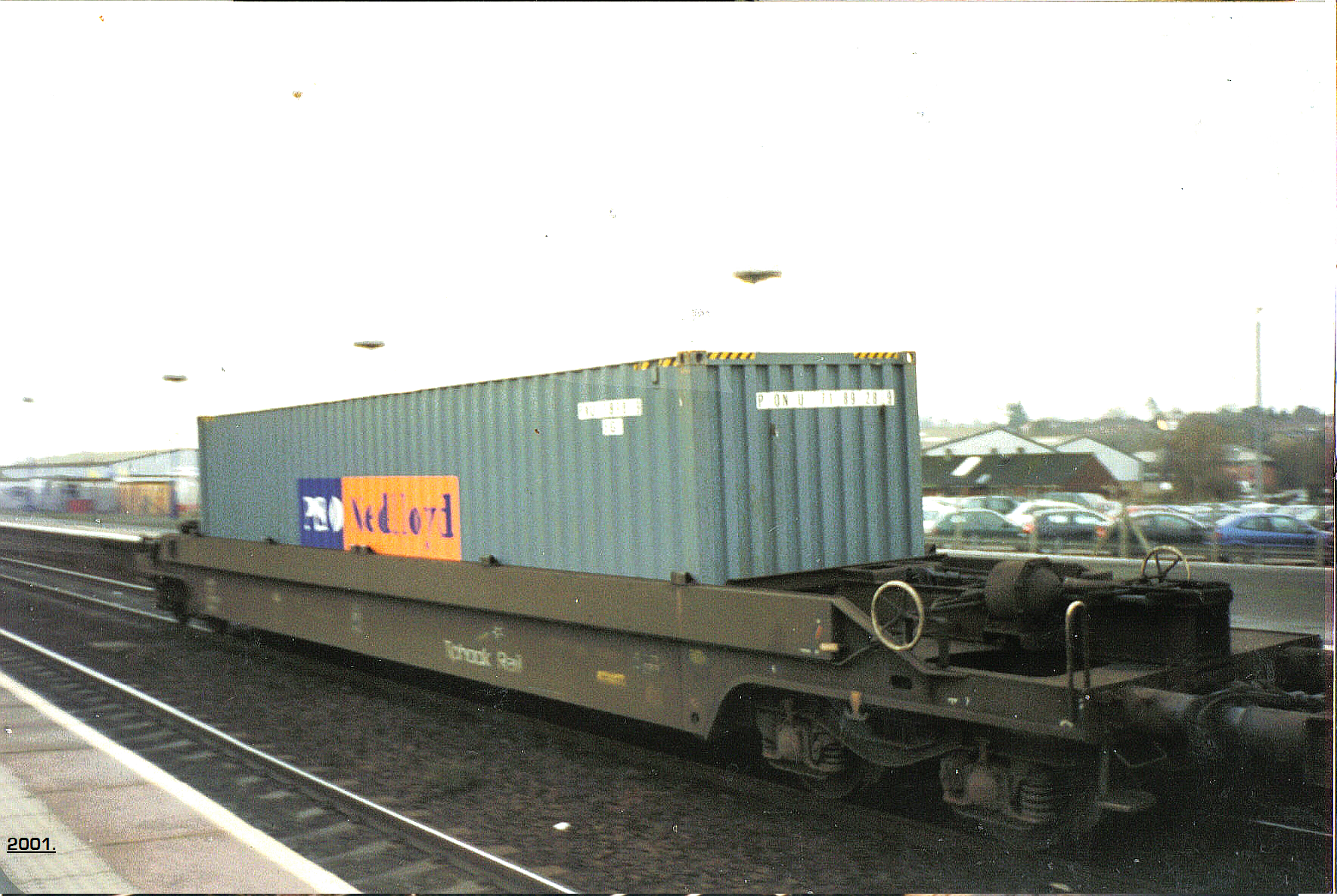
Contenidor intermodal P&O Nedlloyd en un vagó de pou tipus tiphook a l'estació de Banbury. Anglaterra, (2001)

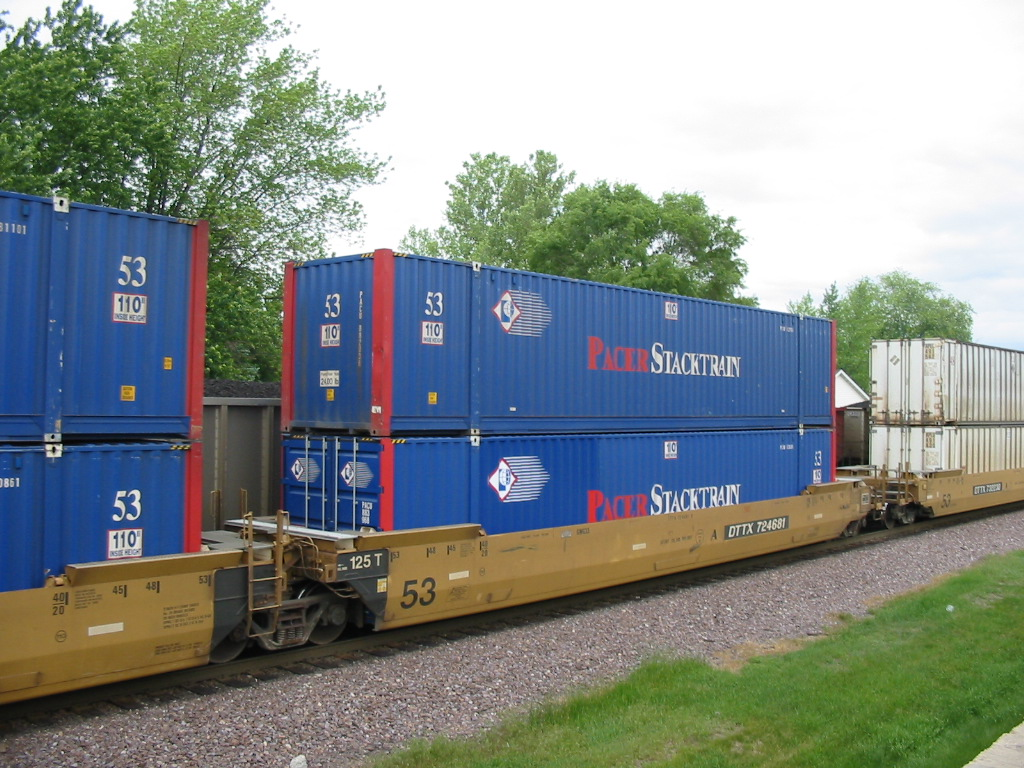
Un vagó de pou doble pila articulat propietat de la Companyia TTX. El vagó de capacitat és un Gunderson Maxi-IV.

Els trens són capaços de transportar un gran nombre de contenidors procedents dels ports d'embarcament. Els trens també s'utilitzen per transportar aigua, ciment, gra, acer, fusta i carbó. S'utilitzen perquè poden transportar una gran quantitat i, en general, tenen una ruta directa cap a la destinació. En les circumstàncies adequades, el transport de mercaderies per ferrocarril és més econòmic i eficient des del punt de vista energètic que la carretera, especialment quan es transporta a granel o a llargues distàncies.
El principal desavantatge del transport de mercaderies per ferrocarril és la seva manca de flexibilitat. Per aquesta raó, el ferrocarril ha perdut gran part del negoci del transport de mercaderies a favor del transport per carretera. El transport de mercaderies per ferrocarril sol estar subjecte a costos de transbord, ja que ha de ser transferit d'una manera de transport a un altre. Pràctiques com la contenidorització pretenen minimitzar aquests costos. Quan es transporten càrregues a granel de punt a punt, com el ciment o el gra, amb instal·lacions especialitzades en la manipulació a granel a les vies, el mode de transport ferroviari continua sent l'opció més convenient i preferida.
Actualment, molts governs intenten animar els transportistes a utilitzar el tren amb més freqüència pels seus avantatges mediambientals.

### Carretera
Moltes empreses, com Parcelforce, FedEx i R+L Carriers transporten tota mena de càrrega per carretera. Aquestes empreses ofereixen un servei ràpid de lliurament, de vegades el mateix dia, de cases i contenidors de càrrega.
Un bon exemple de càrrega per carretera són els aliments, ja que els supermercats requereixen lliuraments diaris per reposar els seus prestatges amb productes. Els minoristes i els fabricants de tota mena depenen dels camions de repartiment, siguin camions semiremolcs de mida completa o furgonetes de repartiment més petites. Aquestes petites empreses de transport per carretera busquen constantment les millors rutes i preus per enviar els seus productes. De fet, el nivell de càrrega comercial transportada per les empreses més petites sol ser un bon baròmetre d'un desenvolupament econòmic saludable, ja que aquests tipus de vehicles són els que mouen i transporten literalment qualsevol cosa, inclosos els missatgers que transporten paquets i correu.
Es poden veure els diferents tipus i pesos dels vehicles que s'utilitzen per moure la càrrega.

#### Less-than-truckload freight
Càrrega inferior a la de camió (LTL) és la primera categoria d'enviament de mercaderies, que representa la major part dels enviaments de mercaderies i la majoria dels enviaments d'empresa a empresa (B2B). Els enviaments LTL també solen denominar-se càrrega de motor i els transportistes implicats s'anomenen transportistes de motor.
Els enviaments LTL oscil·len entre 50 a 7.000 quilograms, sent la majoria de les vegades inferiors a 2,5-8,5 metres. La peça mitjana de càrrega LTL és 600 quilograms i de la mida d'un palet estàndard. Les càrregues llargues i/o de grans dimensions estan subjectes a recàrrecs per longitud i cubicatge extrems.
Els remolcs utilitzats en LTL poden oscil·lar entre 8,53-16,15 m. L'estàndard per als lliuraments a ciutat sol ser 14,63 m. En entorns estrets i residencials, el remolc 8,53 m és el més utilitzat.
Els enviaments solen estar paletitzats, retractilats i embalats per a un entorn de càrrega mixta. A diferència dels enviaments exprés o paqueteria, els expedidors de LTL han de proporcionar el seu propi embalatge, ja que els transportistes no proporcionen cap mena de material d'embalatge o assistència. Tot i això, les circumstàncies poden requerir l'embalatge en caixes o un altre tipus d'embalatge substancial.

#### Enviament de càrrega per camió
Als Estats Units, els enviaments de més de 7.000 quilograms solen classificar-se com a càrrega de camió (TL). Això és perquè és més eficient i econòmic per a un enviament gran tenir l'ús exclusiu d'un remolc més gran en lloc de compartir l'espai en un remolc LTL més petit.
Segons la Fórmula del pes brut del pont federal, el pes total d'un camió carregat (tractora i remolc, equip de 5 eixos) no pot superar 80.000 lliures (36.287 kg) als Estats Units. En circumstàncies ordinàries, els equips de llarg recorregut pesen al voltant de 15.000 quilograms, deixant aproximadament 20.000 quilograms de capacitat de càrrega. De la mateixa manera, una càrrega està limitada a l'espai disponible al remolc, normalment 14,63 m o 16,15 m de llarg, 2,6 metros d'amplada, 2,74 m d'alt i 4,11 m d'alt en total.
Mentre que els enviaments exprés, de paqueteria i LTL sempre s'entremesclen amb altres enviaments en un mateix equip i solen recarregar-se en diversos equips durant el transport, els enviaments TL solen viatjar com a únic enviament en un remolc. De fet, els enviaments TL solen lliurar-se exactament en el mateix remolc en què es recullen.

#### Categories d'enviaments
La càrrega se sol organitzar en diverses categories d'enviament abans de ser transportada. La categoria d'un article es determina per:
- el tipus d'article que es transporta. Per exemple, un bullidor d'aigua podria encaixar a la categoria "articles domèstics".
- La mida de l'enviament, tant en termes de mida com de quantitat.
- quant de temps estarà en trànsit l'article a lliurar.

Els enviaments se solen classificar en articles domèstics, enviaments urgents, paquets i enviaments de càrrega:
- Articles de la llar (HHG) inclouen mobles, art i articles similars.
- Exprès: Els articles comercials o personals molt petits, com els sobres, es consideren expressos d'un dia per a un altre o enviaments de cartes exprés. Aquests enviaments poques vegades superen uns pocs quilograms o lliures i gairebé sempre viatgen en el mateix embalatge del transportista. Els enviaments exprés gairebé sempre recorren certa distància per via aèria. Un sobre pot anar de costa a costa als Estats Units de la nit al dia o pot trigar diversos dies, depenent de les opcions de servei i els preus escollits pel remitent.
- Paquet: Els articles més grans, com les caixes petites, es consideren paquets o enviaments terrestres. Aquests enviaments poques vegades superen els 50 quilograms, i cap peça de l'enviament pesa més de 70 quilograms. Els enviaments de paquets sempre van en caixes, de vegades a l'embalatge del remitent i a vegades a l'embalatge proporcionat pel transportista. Els nivells de servei són de nou variables, però la majoria dels enviaments terrestres es mouen al voltant de 1.100 quilòmetres per dia. Depenent de l'origen del paquet, podeu viatjar de costa a costa als Estats Units en uns quatre dies. Els enviaments de paquets poques vegades viatgen per aire i solen fer-ho per carretera i ferrocarril. Els paquets representen la major part de les trameses d'empresa a consumidor (B2C).
- Càrrega: Més enllà dels enviaments HHG, express i de paqueteria, els moviments s'anomenen enviaments de càrrega.